# Lester Hudson
Lester Gerald Hudson (Memphis, 7 agosto 1984) è un cestista statunitense, professionista nella NBA, nella NBDL e in Cina.

## Carriera
Hudson, dopo le grandi prestazioni fornite nella squadra del suo college (University of Tennessee at Martin) si rende eleggibile per il draft 2008 ma non viene preso in considerazione da nessuna squadra, l'anno successivo viene però scelto nella 28ª posizione del secondo giro (ovvero la 58ª totale) nel Draft NBA 2009 dai Boston Celtics. Hudson è celebre per essere l'unico giocatore nella storia della NCAA Division I ad aver realizzato una quadrupla doppia: 25 punti, 12 rimbalzi, 10 assist e 10 palle rubate contro Central Baptist College.

Dopo aver disputato un totale di 16 partite con Boston, il suo contratto viene rescisso il 6 gennaio 2010, ma soli due giorni dopo Hudson firma per la squadra della sua città nativa, i Memphis Grizzlies. Dopo una breve parentesi di 11 partite con i Washington Wizards ed apparizioni in varie squadre cinesi e della NBDL, a fine marzo del 2012, firma con i Cleveland Cavaliers. Con la maglia dei Cavs sfodera alcune grandi prestazioni, come nella gara contro i Bobcats del 9 aprile 2012, chiusa con 25 punti, 8 rimbalzi e 6 assist.
Una volta scaduto il contratto con Cleveland, firma fino alla fine della stagione con i Memphis Grizzlies, con cui aveva già giocato nel 2010; scende in campo per la prima volta con la nuova maglia il 21 aprile 2012 nella partita vinta dalla sua squadra contro i Portland Trail Blazers.

## Statistiche

### College
| Anno      | Squadra      | PG | PT | MP   | TC%  | 3P%  | TL%  | RP  | AP  | PRP | SP  | PP   |
| --------- | ------------ | -- | -- | ---- | ---- | ---- | ---- | --- | --- | --- | --- | ---- |
| 2007-2008 | UTM Skyhawks | 33 | 32 | 36,9 | 46,4 | 38,8 | 83,4 | 7,8 | 4,5 | 2,8 | 0,7 | 25,7 |
| 2008-2009 | UTM Skyhawks | 32 | 32 | 36,0 | 44,9 | 35,5 | 88,1 | 7,9 | 4,2 | 2,3 | 0,6 | 27,5 |
| Carriera  | Carriera     | 65 | 64 | 36,5 | 45,6 | 37,2 | 85,8 | 7,9 | 4,4 | 2,6 | 0,6 | 26,6 |

### NBA

#### Regular Season
| Anno      | Squadra             | PG | PT | MP   | TC%  | 3P%  | TL%  | RP  | AP  | PRP | SP  | PP   |
| --------- | ------------------- | -- | -- | ---- | ---- | ---- | ---- | --- | --- | --- | --- | ---- |
| 2009-2010 | Boston Celtics      | 16 | 0  | 4,4  | 38,9 | 60,0 | 83,3 | 0,5 | 0,5 | 0,2 | 0,1 | 1,4  |
| 2009-2010 | Memphis Grizzlies   | 9  | 0  | 6,8  | 40,0 | 18,2 | 85,7 | 1,1 | 0,6 | 0,6 | 0,1 | 4,0  |
| 2010-2011 | Wash. Wizards       | 11 | 0  | 6,6  | 25,0 | 26,7 | 50,0 | 0,5 | 1,5 | 0,4 | 0,1 | 1,6  |
| 2011-2012 | Cleveland Cavaliers | 13 | 0  | 24,2 | 39,1 | 24,6 | 84,2 | 3,5 | 2,7 | 1,1 | 0,2 | 12,7 |
| 2011-2012 | Memphis Grizzlies   | 3  | 0  | 6,7  | 27,3 | 33,3 | 66,7 | 0,0 | 0,3 | 0,0 | 0,0 | 3,0  |
| 2014-2015 | L.A. Clippers       | 5  | 0  | 11,2 | 42,9 | 50,0 | 75,0 | 1,6 | 1,0 | 1,2 | 0,2 | 3,6  |
| Carriera  | Carriera            | 57 | 0  | 10,4 | 37,5 | 27,7 | 80,6 | 1,4 | 1,2 | 0,6 | 0,1 | 4,7  |

#### Playoffs
| Anno     | Squadra       | PG | PT | MP  | TC%  | 3P%  | TL% | RP  | AP  | PRP | SP  | PP  |
| -------- | ------------- | -- | -- | --- | ---- | ---- | --- | --- | --- | --- | --- | --- |
| 2015     | L.A. Clippers | 7  | 0  | 5,4 | 42,9 | 28,6 | -   | 0,1 | 1,0 | 0,3 | 0,1 | 2,0 |
| Carriera | Carriera      | 7  | 0  | 5,4 | 42,9 | 28,6 | -   | 0,1 | 1,0 | 0,3 | 0,1 | 2,0 |

## Palmarès
- MVP del campionato cinese (2013)[2]